# 2000年夏季残疾人奥林匹克运动会希腊代表团
2000年夏季残疾人奥林匹克运动会希腊代表团是希腊派出的2000年夏季残疾人奥林匹克运动会代表团。获得4枚金牌、4枚银牌和3枚铜牌。